# Верхний Кебеж
Верхний Кебеж— деревня в Ермаковском районе Красноярского края в составе Григорьевского сельсовета.

## География
Деревня находится примерно в 28 километрах по прямой на восток-юго-восток от районного центра села Ермаковское у Усинского тракта.

## Климат
Климат резко континентальный с холодной продолжительной зимой и коротким жарким летом. Средняя многолетняя годовая температура воздуха составляет — 2 градуса, наиболее теплым является июль, наиболее холодным — январь. Наблюдаются значительные температурные абсолютные минимумы и максимумы: температура воздуха в декабре может опуститься до −50,4 °С, а в мае подняться до +30 °С.

## Население
| 1989 | 2002 | 2010 |
| ---- | ---- | ---- |
| 105  | ↗108 | ↗133 |

Постоянное население составляло 108 человек в 2002 году (88 % русские), 133 в 2010.